# 坂本慎治
坂本 慎治 (さかもと、1988年2月7日 - ) は、日本の慈善家・困窮者支援活動者。

## 略歴
中学卒業後、鳶職を経て某大手賃貸仲介業者へ就職。入社後まもなくNo.1セールスマンに輝く。その後、売買・収益・管理案件とさまざまな仕事をこなすものの、一方で生活保護者や障がい者を受け入れない大家に疑問を抱き、2010年4月：困窮者支援活動開始。
2013年11月07日：特定非営利活動法人生活支援機構ALL設立。
2016年3月1日：就労移行支援事業所あらいぶサポート設立 事業所番号 (2713302996)。
2017年6月1日：相談支援事業所　おーる設立 事業所番号　（2733300426）。
2017年12月7日：大阪府指定　居住支援法人認定 居住支援法人登録番号（大居001）。
2018年：一般社団法人大阪倶楽部 入会 最年少会員 
2019年8月8日：株式会社ロキ 設立。

現在まで約1万人もの生活困窮や居住支援の相談にのり、大阪の居住支援の第一人者として日々活動している。

コロナ禍で増え続ける生活困窮者・住宅確保要配慮者等に住宅情報支援や適切な制度（生活保護等）へ繋ぐ活動をしている。

ー引用ー
「"著者情報"」『資産形成ゴールドオンライン』より。

"2021年7月25日"　UTC

URL: 資産形成ゴールドオンライン

## NPO法人としての活動
・生活全般についての相談

・施設、病院からの地域移行に関する相談

・障害福祉サービスについての情報提供や助言

・障害者手帳や福祉サービスなどの申請のお手伝い

・さまざまな社会資源を活用するための情報提供や助言

・地域で生活するために必要な力を高めるための支援 (コミュニケーションや人間関係についてなど)

・対人関係など、自立生活全般に必要な精神的サポート

・サービス事業者等との連絡調整

・専門機関の紹介

・権利を守るために必要な援助を行う専門機関の紹介など

ー引用ー
「"トップ"」『NPO法人生活支援機構ALL HP』より。

"2021年11月26日"　UTC

URL: NPO法人生活支援機構ALL